# 沙沙貴山君
沙沙貴山君（ささきやまぎみ、ささきやまのきみ）は、古代の豪族の一つ。狭々城山君（『日本書紀』）、佐佐紀山君（『古事記』）、佐々貴山君（『万葉集』）とも書かれる。

## 概要
孝元天皇の皇子である大彦命を始祖とする阿倍臣一族とされる。平安時代まで蒲生・神崎両郡の大領として近江国（現在の滋賀県）に勢力を持っていた。
『日本書紀』の顕宗天皇の条に、「狭々城山君韓帒宿禰」（ささきやまぎみからふくろのすくね）が雄略天皇による市辺押磐皇子謀殺に荷担した罪で捕らえられたが、顕宗天皇は許しを請う韓帒宿禰を殺すに忍びなく、これを死刑とする代わりに身分を落とし陵戸（みささぎのへ）とし、全ての官籍と狭々城山君の姓を剥奪の上で山部連の下に置いた。
同族の置目老嫗（おきめのおみな）が押磐皇子の遺骨の所在を知らせた功により、置目老嫗の兄である「倭帒宿禰」に韓帒宿禰から剥奪した狭々城山君の姓を与えたとの記述がある。
『古事記』下巻にも同様の記事があり、安康天皇の段で韓帒を淡海の佐佐紀山君の祖と記すが、顕宗天皇の段では韓帒の子らに押磐皇子の御陵を守らせたとあり、韓帒本人に関する記載はない。倭帒についての記述も無く、置目老嫗も「賎しき老媼」と記すのみで、佐佐紀山君との関係は記していない。

## 考証
氏族名について、谷川健一は「陵戸であったから狭狭城を名乗ったのであり、雀部（さざきべ）という部民は陵戸、つまり天皇や皇后の御陵の番人を指したと考えられる」と推察している。
『万葉集』巻19・4268の題詞によると、孝謙天皇には佐々貴山君という内侍（女官）が仕えており、天皇は内侍に沢アララギ（サワヒヨドリ、ヒヨドリバナの仲間）の黄葉を持たせて大納言藤原仲麻呂に賜ったという。